# Jeanne du Barry
Jeanne du Barry é um longa-metragem de drama histórico e biográfico francês lançado em 2023 escrito, dirigido e produzido por Maïwenn, estrelado pela mesma e Johnny Depp, em seu primeiro filme após inocentado das acusações de Amber Heard pelo Tribunal do Condado de Fairfax da Virginia. O elenco também incluí Pierre Richard, Benjamin Lavernhe, Noémie Lvovsky, Pascal Greggory, Melvil Poupaud e India Hair. Seu enredo é centrado em Madame du Barry, que utiliza de sua inteligência e sedução para subir na escada social. Ao se tornar favorita do rei Luís XV, eles se apaixonam e contra toda a tradição e etiqueta, du Barry se muda para Versalhes, onde sua chegada deixa a corte em choque.
Produzido pela Why Not Productions, IN.2 Film e distribuído pela Le Pacte, com um orçamento de US$ 22,4 milhões, Jeanne du Barry foi um dos longa-metragem franceses mais caros de 2022, sendo um dos três com orçamento superior a 10 milhões de euros. Filme de abertura no Festival de Cannes de 2023 em 16 de maio de 2023, teve seu lançamento nos cinemas da França no mesmo dia, antes de seu lançamento no streaming pela Netflix.

## Premissa
Jeanne, uma jovem trabalhadora faminta por cultura e prazer, usa sua inteligência e encanto para subir os degraus da escada social um por um. Ela se torna a favorita do rei Luís XV que, sem saber de sua condição de cortesã, recupera através dela seu apetite pela vida. Eles se apaixonam perdidamente e, contra toda a tradição e etiqueta, Jeanne se muda para Versalhes, onde sua chegada choca a corte.

## Elenco
- Maïwenn como Madame du Barry
- Johnny Depp como Louis XV
- Pierre Richard
- Noémie Lvovsky
- Benjamin Lavernhe
- Melvil Poupaud
- Pascal Greggory
- India Hair

## Produção

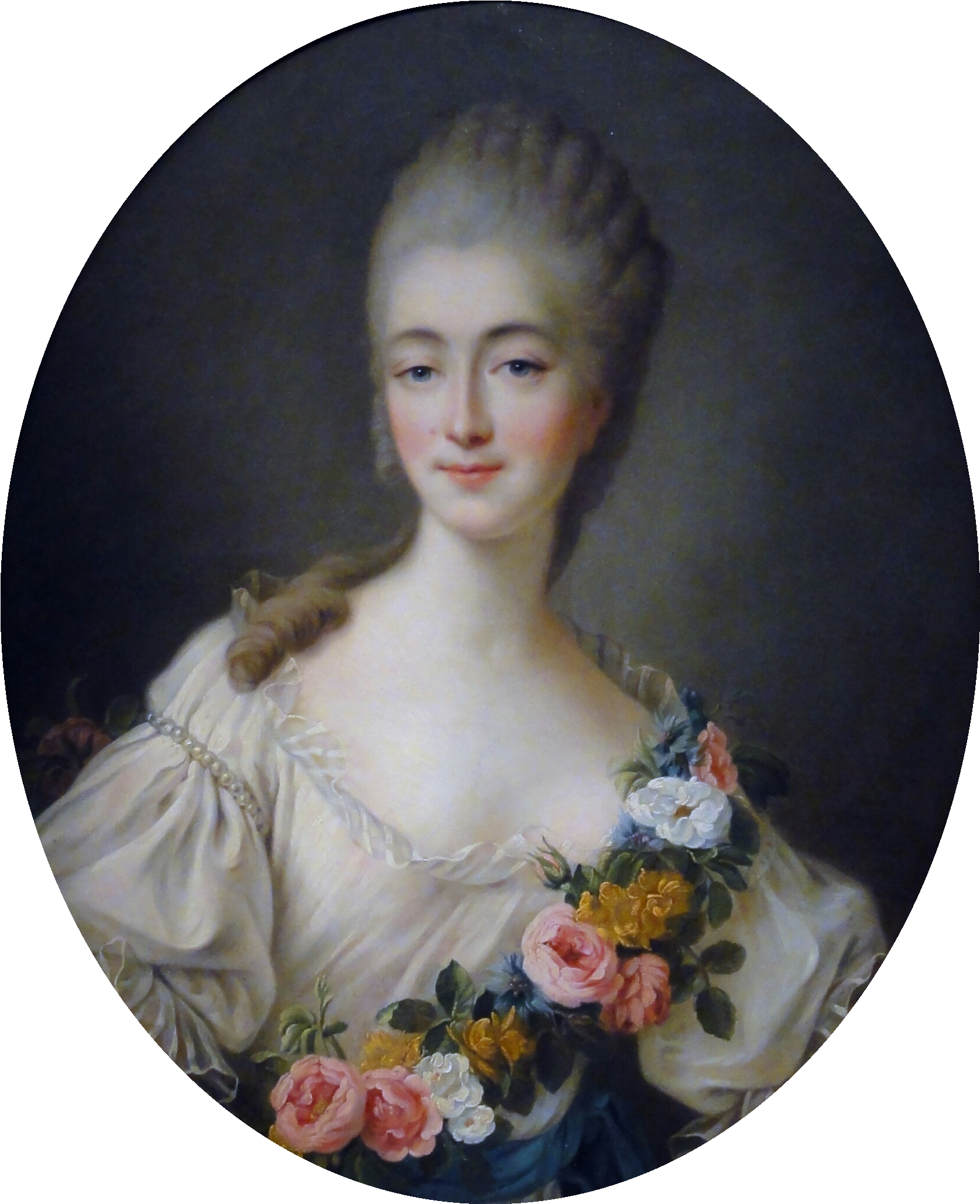
Pintura de tinta a óleo em tela de Madame du Barry por François-Hubert Drouais, datado entre 1770 e 1774.

### Desenvolvimento
Em entrevista ao Harper's Bazaar France, Maïwenn revelou seu desejo de dirigir um filme sobre Madame du Barry desde 2006, após assistir Marie Antoinette (2006) de Sofia Coppola. Ela se sentiu particularmente atraída pela personagem Madame du Barry, interpretada por Asia Argento, e logo depois começou a ler biografias sobre ela. Nos dez anos seguintes, Maïwenn brincou com a ideia de um dia dirigir um filme de época, cuja protagonista seria Madame du Barry, permanecendo ainda muito insegura sobre isso, temendo não conseguir capturar adequadamente um filme que seria comparável a outros feitos sobre o assunto. Após ler muitas biografias sobre du Barry e assistir a muitos filmes de época, como Barry Lyndon de Stanley Kubrik, Marie Antoinette de Sofia Coppola e A Morte de Luís XIV de Albert Serra, Maïwenn começou esboçar seu próprio filme. Ela chegou à conclusão de que todos esses três filmes, que ela adora, têm algo em comum: eles não são muito falantes.
Maïwenn escreveu o filme pensando em um ator francês, cujo nome ela não revelou, apresentou o roteiro a ele e esperou três anos por uma resposta. Ele recusou em questão de minutos, alegando, segundo Maïwenn, que "o cinema está morto" e que "só restava a Netflix". Ela então propôs o papel a outro ator francês, cujos problemas de saúde o impediram de desempenhar o papel. Após esse desapontamento, Maïwenn foi aconselhada a criar uma lista de atores que ela ama, não importa a origem. Ela, assim, o fez, e o primeiro ator da lista foi um estadunidense, que lhe pareceu acessível, mas não se interessou. O segundo ator dessa lista foi Johnny Depp, que recebeu o roteiro em um momento em que Maïwenn havia perdido a esperança de que o projeto se materializasse.
Ela abordou Johnny Depp pela primeira vez e ofereceu-lhe o papel de Luís XV antes do Natal, em 2019. Sem ter lido o roteiro pessoalmente, Depp concordou imediatamente, depois que seu assistente e amigo, Stephen Deuters, que também é roteirista e produtor, leu e se apaixonou pelo roteiro. Após perder o julgamento por difamação contra o The Sun, em novembro de 2020, Maïwenn não tinha certeza se Depp ainda estaria a bordo do projeto. Ela o contatou e descobriu que ele temia que ela não o quisesse no filme, após o resultado do julgamento. Maïwenn garantiu a ele que o filme não continuaria sem ele e que ele era a única pessoa, em sua opinião, que poderia desempenhar o papel.
Em janeiro de 2022, foi anunciado oficialmente que Johnny Depp foi escalado como o rei Luís XV no drama. Em maio de 2022, Louis Garrel, Pierre Richard e Noémie Lvovsky foram escalados para papéis não revelados, enquanto Wild Bunch vendeu o filme para distribuição durante o Festival de Cannes de 2022. Em julho de 2022, foi revelado que o filme foi encenado em francês, com a Netflix cuidando da distribuição na França e com Benjamin Lavernhe, Melvil Poupaud, Pascal Greggory e India Hair no elenco.

### Filmagens
As filmagens começaram no dia 26 de julho de 2022, em Versalhes e outras regiões de Paris, por 11 semanas. Em 10 de agosto de 2022, a primeira imagem teaser de Depp no papel de Luís XV foi compartilhada pela Why Not Productions. As filmagens foram encerradas em meados de outubro de 2022. Em 1º de novembro de 2022, a Wild Bunch International revelou os principais territórios que adquiriram os direitos do drama. Outra imagem de Depp no papel foi compartilhada no mesmo dia.
Maïwenn concedeu sua primeira entrevista sobre o filme ao Le Journal de Dimanche em 31 de dezembro de 2022. Nela, menciona que sua encenação para o filme "não é pop nem rock", ao contrário de Marie Antoinette de Sofia Coppola, mas que de fato levou liberdades com ele e espera que "puristas" a critiquem. Posteriormente, ela ainda comentou sobre a capacidade de Depp de se transformar em um personagem, chamando-o de "um verdadeiro camaleão" que realmente gosta de transformação. Sobre os diálogos e o fato de Depp ter atuado pela primeira vez em francês, Maïwenn comentou que seu filme com muitos diálogos e que a expressividade de Depp a impressionou muito, comparando-o ao de um ator de cinema mudo.
Pela primeira vez em sua carreira, Maïwenn decidiu usar câmeras de película 35 milímetros para rodar um filme, usando Barry Lyndon de Stanley Kubrick como modelo para o que ela queria alcançar visualmente. Dirigir o filme e ao mesmo tempo interpretar uma de suas protagonistas, Madame du Barry, foi um desafio para Maïwenn, que decidiu, no final das filmagens, que nunca mais atuaria em um filme que está dirigindo.

### Financiamento e orçamento
No início de janeiro de 2023, foi anunciado que a Red Sea Film Foundation estava apoiando financeiramente o filme, com o produtor de cinema saudita e CEO da fundação Mohammed Al Turki complementando o filme e afirmando que é um "recurso biográfico incrivelmente único e ambicioso e um prova do nosso compromisso de apoiar novos talentos e colaborar com roteiristas, diretores e produtores de classe mundial".
Em 30 de março de 2023, foi anunciado que Jeanne Du Barry fazia parte de 33% de todos os filmes FIF aprovados em 2022, dirigidos ou codirigidos por uma mulher e que era um dos únicos três filmes franceses com um orçamento superior a 10 milhões de euros. O orçamento do filme foi anunciado em US$ 22,4 milhões.

## Lançamento
Em 5 de abril de 2023, foi oficialmente anunciado que Jeanne du Barry teria sua estreia mundial como filme de abertura no Festival de Cannes de 2023 em 16 de maio de 2023, antes de ser lançado nos cinemas na França no mesmo dia.  Questionado sobre a decisão de escolher este como filme de abertura do festival, em entrevista ao Deadline em 13 de abril de 2023, o diretor do festival e crítico de cinema francês Thierry Frémaux respondeu afirmando que é um "belo filme", "um sucesso" e que "Johnny Depp estaria magnífico nele".
No Brasil, começou a ser exibido nos cinemas em novembro pela Mares Filmes no Festival Varilux de Cinema Francês 2024.

## Recepção da crítica
Jeanne du Barry recebeu uma classificação média de 3,1 de 5 estrelas no site francês AlloCiné, baseada em 32 avaliações. No Rotten Tomatoes, 50% de 30 avaliações são positivas, com classificação média de 4,9/10. Metacritic atribuiu uma pontuação média ponderada de 51 em 100 com base em 13 críticos, recebendo, no geral "críticas mistas ou médias" Aplaudido de pé por 7 minutos no Festival de Cannes de 2023, levou Depp às lágrimas.

Catherine Balle, ao Le Parisien, deu ao filme 4,5 de 5 estrelas escrevendo que Maïwenn consegue um filme clássico, mas muito contemporâneo e totalmente habitado". O jornal francês Le Journal du Dimanche atribuiu ao filme 4 de 5 estrelas, escrevendo: "O filme toca o coração com seu romantismo trágico, lirismo e diálogos cinzelados que transmitem uma modernidade feroz. Diante do casal formado por Maïwenn e Johnny Depp, em osmose, Benjamin Lavernhe relembra a extensão de seu talento." Eric Neuhoff, ao Le Figaro, deu ao filme 3 de 4 estrelas chamando-o de "brilhante, com o efeito mais agradável". Ele acrescentou que Maïwenn "merece os aplausos do tribunal reunido". Rana Moussaoui, do La Presse, elogiou o francês de Depp e sua expressão, escrevendo: "Com um francês quase perfeito, Depp impressiona especialmente com suas expressões faciais, amorosas, divertidas ou imperiosas, ao longo deste filme rodado em vários castelos na França e no estúdio."